# Pionnat
Pionnat – miejscowość i gmina we Francji, w regionie Nowa Akwitania, w departamencie Creuse.
Według danych na rok 1990 gminę zamieszkiwały 682 osoby, a gęstość zaludnienia wynosiła 16 osób/km² (wśród 747 gmin Limousin Pionnat plasuje się na 191. miejscu pod względem liczby ludności, natomiast pod względem powierzchni na miejscu 62.).